# Capoclytra
Capoclytra là một chi bọ cánh cứng trong họ Chrysomelidae.
Chi này được Medvedev miêu tả khoa học năm 1993.

## Các loài
Các loài trong chi này gồm:
- Capoclytra braunsi Medvedev, 1993
- Capoclytra endroedyyoungai Medvedev, 1993
- Capoclytra mandibularis Medvedev, 1993